# Heinrich Göschl
Heinrich Göschl, auch Heinrich Goeschl (* 24. Juni 1839 in München, Königreich Bayern; † 16. Dezember 1896 ebenda), war ein deutscher Bildhauer.

## Leben

Voltaire und Friedrich II. von Preußen, Bronze auf Holz

Porzellanfigur

Herr mit Stock und Dame mit Faecher, 1887

Kostümgruppe, Meissen, 1875

### Familie und Nachlass
Heinrich Göschl war der Sohn des Privatiers Nikolaus Göschl († 5. November 1889 in München) und dessen Ehefrau Josefa († 24. Januar 1886 in München). In München war er in der Kaufingerstraße 7 wohnhaft.
Er blieb zeit seines Lebens unverheiratet und verfügte, dass nach seinem Tod der Vinzentius-Verein Haupterbe werden sollte, dazu bedachte er mit Legaten und Schenkungen Gesellschaften, die wohltätigen Zwecken dienten, so unter anderem die Kretinenanstalt Ecksberg, den Künstlerunterstützungs-, Rekonvaleszenten- und Lehrlings-Verein, das Taubstummen-Institut, das Armenhaus Dachau, die ambulante Krankenpflege, das Asyl für Obdachlose, den Verein für arme Wöchnerinnen, den Mädchen- und Knabenhort, den Mariahilfverein, den Samariterverein, den Verein für entlassene Sträflinge, die Ferienkolonien, die Anstalt für Unheilbare, das Nikolaispital, die Freiwillige Feuerwehr und eine große Anzahl von Freunden und Bekannten. Sein Hausrat und künstlerischer Nachlass wurden am 29. März 1897 durch Hugo Helbing versteigert.

### Werdegang
Seinen ersten Unterricht erhielt Heinrich Göschl im Elternhaus, besuchte darauf die Lateinschule und absolvierte das Gymnasium in München.
Seine künstlerische Ausbildung begann er anfangs bei dem Bildhauer Alois Fink (1803–1857) sowie bei Joseph Otto Entres und Joseph Knabl. Darauf besuchte er die Münchner Königliche Akademie der Bildenden Künste und hatte der Unterricht zum Bildhauer unter anderem bei Max Widnmann.
Anfang 1870 ging er nach Rom und modellierte eine Madonna im Frührenaissance-Stil von Luca della Robbia. Nach seiner Rückkehr nach München schuf er eine Reihe von Kleinplastiken, die meist nur 20 cm hoch waren; darunter befanden sich auch fein durchgebildete Statuetten, unter anderem 1873 die Gruppe eines Italieners und einer Italienerin sowie ein Liebespärchen im Kostüm der Jeunesse dorée und 1874 des Empire, ebenso aus der Zeit der Renaissance und 1883 des Dreißigjährigen Kriegs. Sie wurden in Bronze und Elfenbeinmasse gegossen und waren in der ständigen Ausstellung am Königsplatz sowie im Bayerischen Kunstgewerbeverein vertreten.
Aufgrund einer Erberkrankung väterlicherseits, litt er an Depressionen, die es erforderlich machte, ihn in eine Heilanstalt aufzunehmen; dort setzte er 1896 im Alter von 57 Jahren in München seinem Leben ein Ende.

## Grabstätte

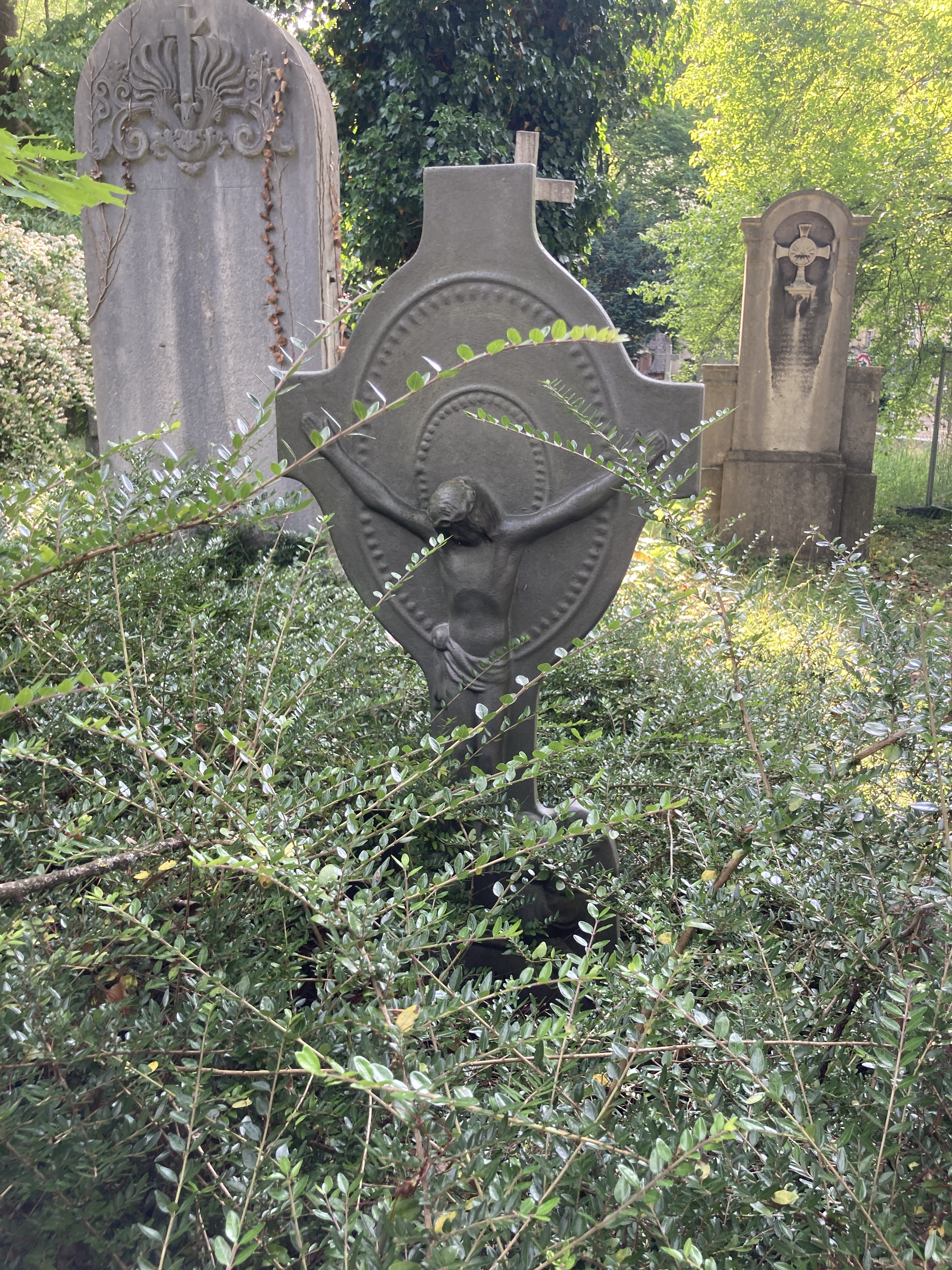
Grab von Heinrich Göschl auf dem Alten Südlichen Friedhof in München

Die Grabstätte von Heinrich Göschl befindet sich auf dem Alten Südlichen Friedhof in München (Gräberfeld 13 – Reihe 2 – Platz 4) Koordinaten: 48° 7′ 41,9″ N, 11° 33′ 55,6″ O.

## Ausstellungen
Im Jahr 1873 beteiligte er sich mit seiner Italienischen Costümgruppe in Gyps an der Weltausstellung in Wien.

## Namensgeber für Straße
Nach Heinrich Göschl wurde in Dachau für seine Verdienste um die Stadt die Göschlstraße benannt. Lage 

## Ehrung
Während seiner Ausbildung an der Münchener Kunstakademie erhielt Heinrich Göschl die Silbermedaille.

## Mitgliedschaften
Heinrich Göschl war Mitglied im Kunstverein München.